# Simshobel

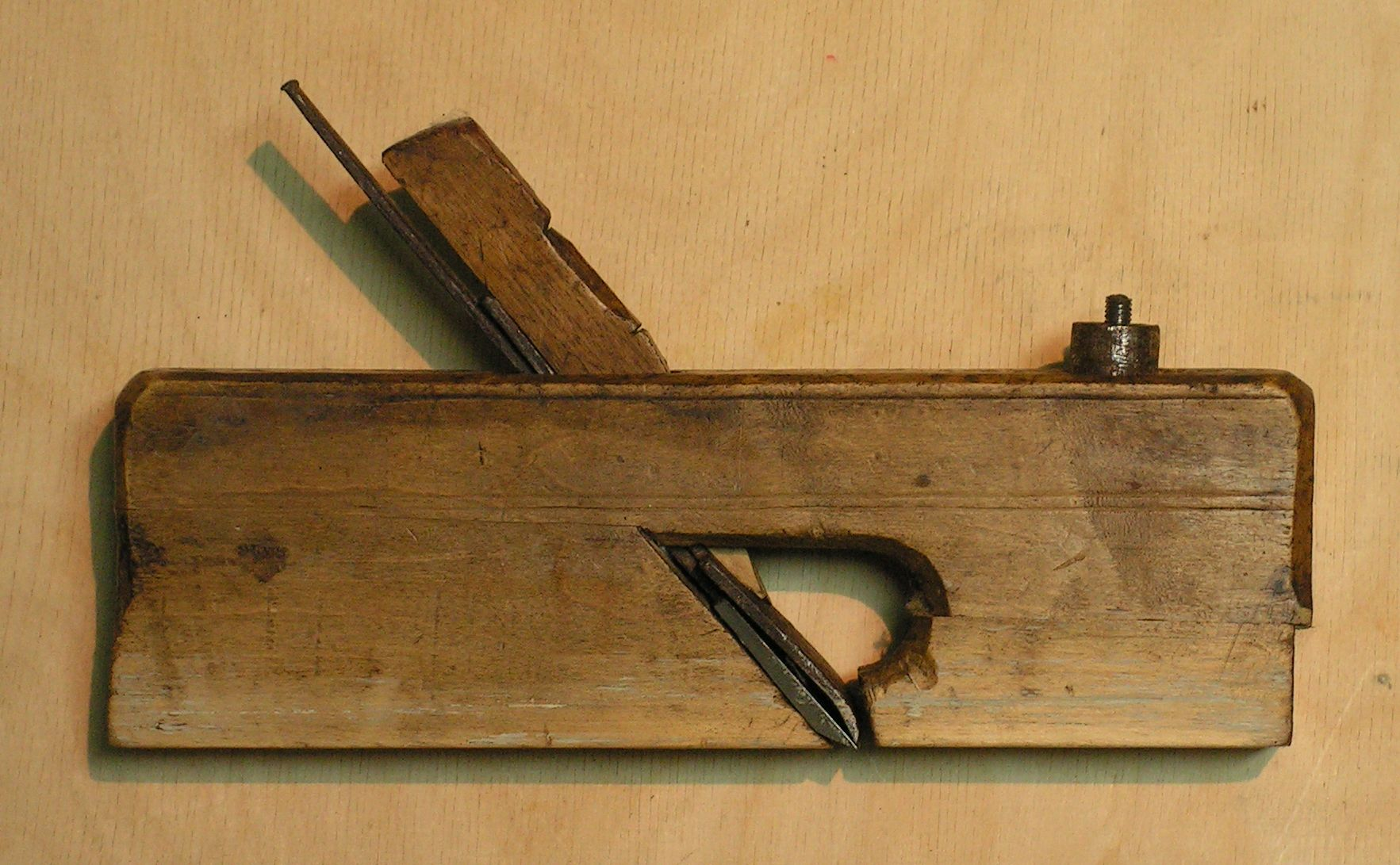
Doppelsimshobel

Ein Simshobel ist ein Handhobel zum Herstellen von Fälzen und Absätzen. Der Simshobel hat einen schmalen, seitlich offenen Hobelkasten. Das Hobelmesser steht zur Seite geringfügig heraus, um bis in die Innenecke des Falzes zu hobeln. Die Ecken des Messers werden beim Abziehen nicht gerundet, um einen scharfen Innenwinkel zu erhalten.
Simshobel gibt es in verschiedenen Ausführungen:
- Simshobel mit einfachem Messer werden zum Anstoßen und groben Ausarbeiten des Falzes gebraucht.
- Doppel-Simshobel mit Klappe haben vorn eine verstellbare Hobelsohle, damit Messer und Klappe nach unten herausgenommen werden können. Durch die Klappe wird der Hobelspan gebrochen, ein Einreißen der bearbeiteten Fläche vermindert und so eine saubere, feinere Oberfläche erzeugt. Doppel-Simshobel werden zum Putzen und Versäubern genutzt.
- Absatz-Simshobel oder Eck-Simshobel haben keine oder nur eine sehr kurze Nase und erreichen das Ende eines abgesetzten oder auf Gehrung gestoßenen Falzes.

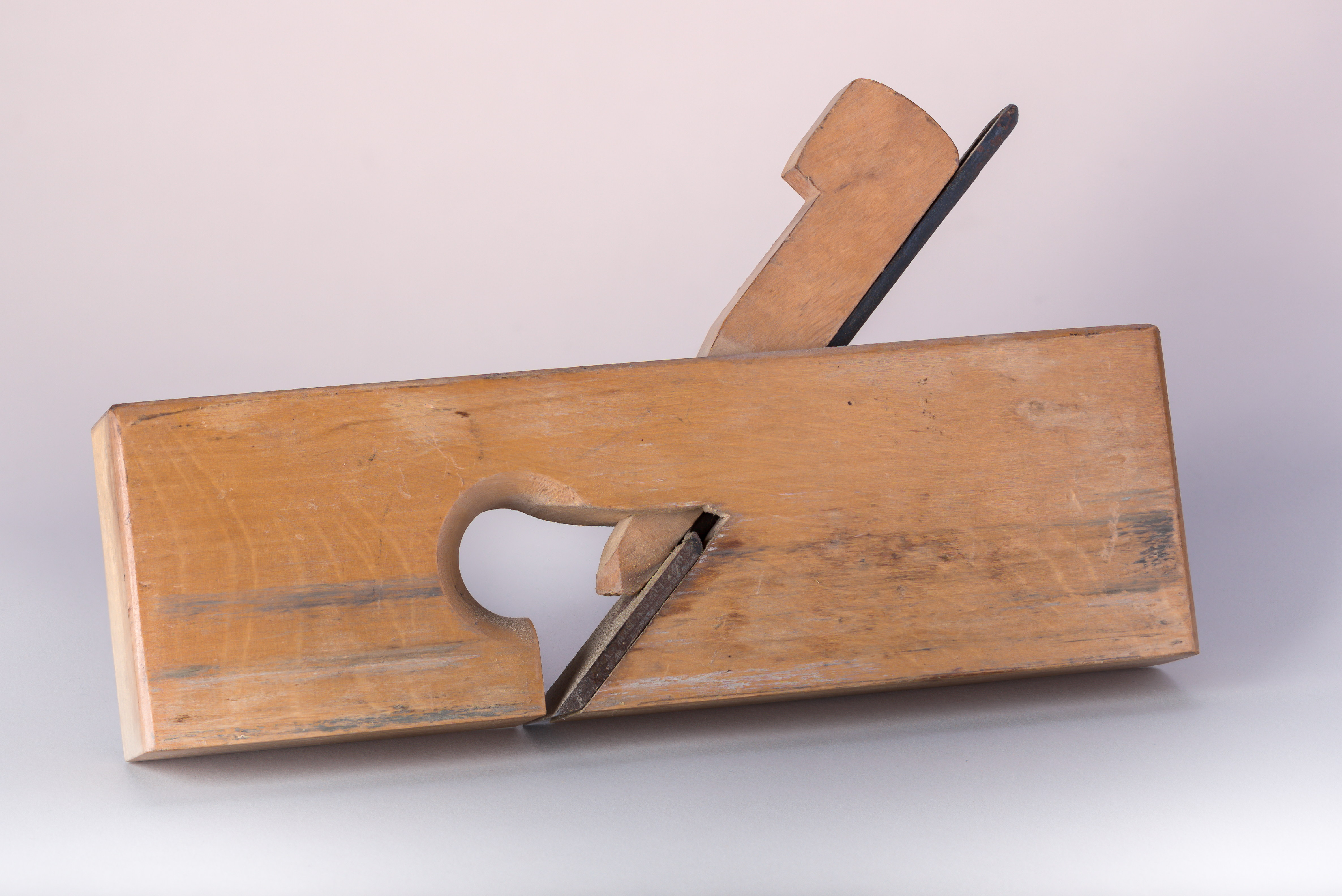
Einfacher Simshobel
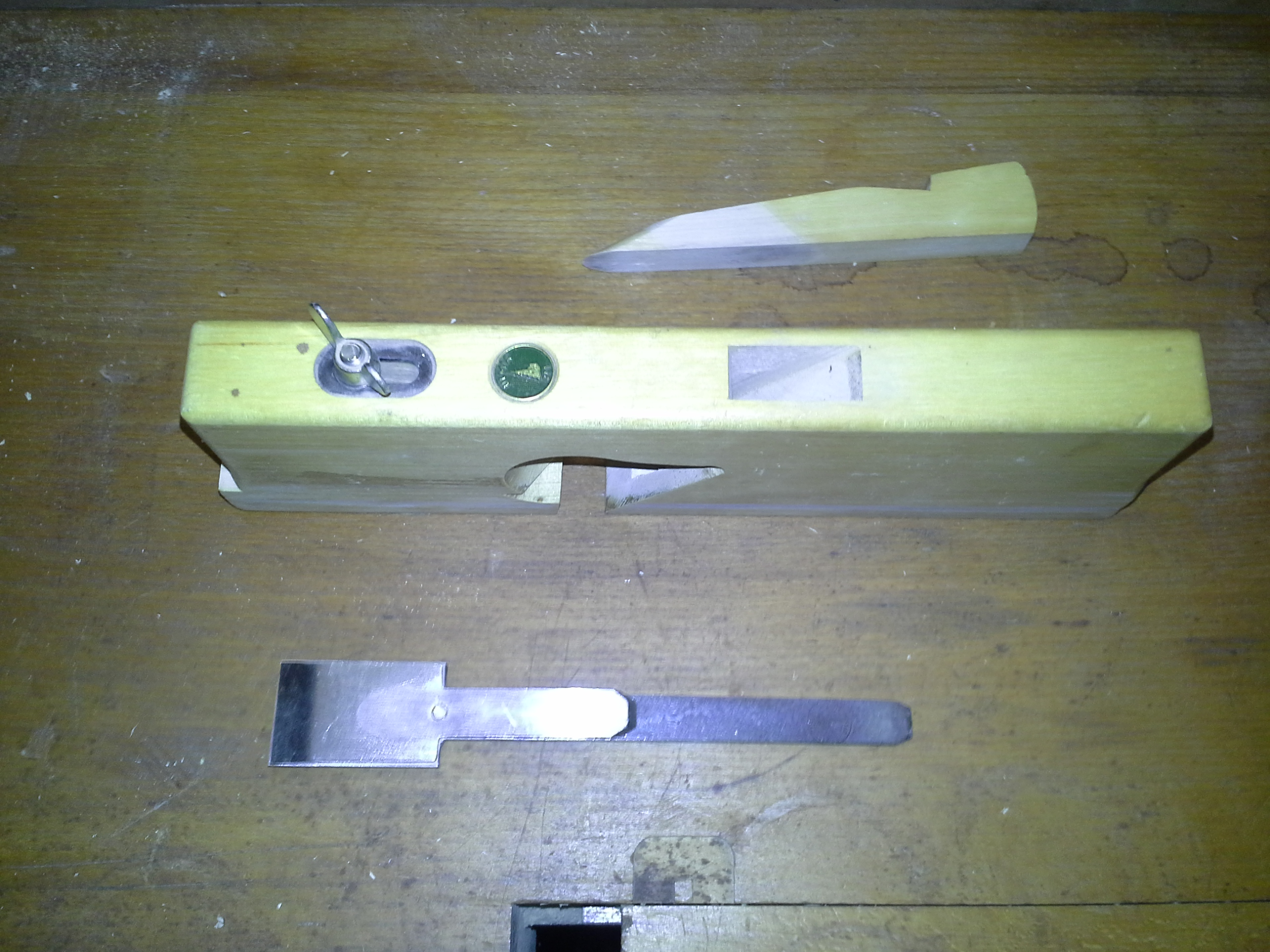
Doppel-Simshobel mit herausgenommem Hobeleisen und Keil
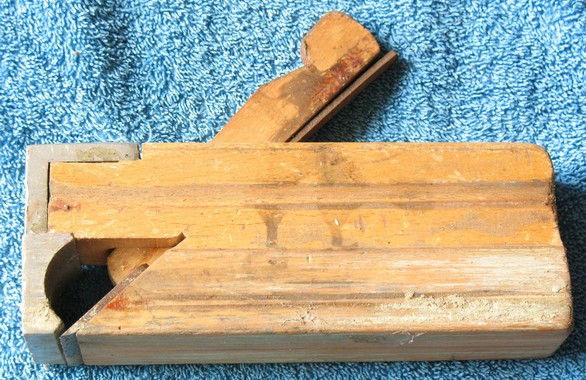
Absatz-Simshobel